# Tiago Mendes
Tiago Mendes (født 2. maj 1981 i Viana do Castelo), oftest blot kaldt Tiago, er en portugisisk tidligere fodboldspiller. Han spillede gennem karrieren for Braga, Benfica, Chelsea, Olympique Lyon, Juventus og Atlético Madrid.
Tiago spillede desuden 66 kampe og scorede tre mål for det portugisiske landshold.